# إليس كولمان
إليس كولمان (بالإنجليزية: Ellis Coleman) هو مصارع هاوي أمريكي، ولد في 16 أغسطس 1991 في شيكاغو في الولايات المتحدة.

## وصلات خارجية
- إليس كولمان على موقع قاعدة بيانات المصارعة الدولية (الإنجليزية)
- إليس كولمان على موقع أوليمبيديا (الإنجليزية)